# Ангел Гълъбов
Ангел Симеонов Гълъбов е български лекар вирусолог, академик.

## Биография
Роден е в Средец на 15 февруари 1939 г. През 1962 г. завършва Висшия медицински институт в София. След това специализира във Франция и СССР. От 1967 до 1988 г. е преподавател и ръководител на лаборатория в катедрата по вирусология на Института за специализация и усъвършенстване на лекари и Института по заразни и паразитни болести. От 1979 г. е доктор на медицинските науки. През 1988 г. е избран за старши научен сътрудник I степен. От 1988 г. е завеждащ секция по вирусология, а от 1995 до 2011 г. и директор на Института по микробиология при БАН. През 2004 г. е избран за член-кореспондент, а през 2008 г. за академик на БАН.

## Научна дейност
Преподавател по вирусология във Факултета по ветеринарна медицина в Лесотехническия университет, в Биологическия факултет на Софийския университет, Медицинския факултет на Медицинския университет в София и Нов български университет. От 1983 г. е експерт по вирусни инфекции към Световната здравна организация. Член е на Международната организация за изследване на клетката, Международната организация за антивирусни изследвания, Американската асоциация по микробиология, Румънската академия на медицинските науки, Изпълнителното бюро на институтите „Пастьор“. През 1999 г. основава Балканското микробиологично дружество и негов пръв председател. През 2003 г. е вписан в Златната книга на изобретателите в България за 39 изобретения в областта на антивирусните средства и модификатори на биологичния отговор. Ангел Гълъбов е член на екип от учени, извършващ периодично генетични изследвания на българската популация.

## Научни трудове
Автор е на 275 научни труда, главно в областта на антивирусните вещества. По-значимите са:
- „Производни на тиокарбамида – специфични инхибитори на вирусната репликация“ (1979)
- „Индукция и характеристика на интерферон от студенокръвни“ (1981)
- „Синергични комбинации срещу репликацията инвитро на Коксакивирус B1“